# ای در رخ تو پیدا انوار پادشاهی
غزلی با مطلعِ «ای در رخ تو پیدا انوار پادشاهی» غزل شمارهٔ ۴۸۹ از دیوانِ حافظ در تصحیحِ محمد قزوینی و قاسم غنی است.

## در دیگر آثار هنری
چهارده قطعهٔ خوشنویسی اثر شیخ محمود پیر بوداقی متعلق به سدهٔ ۹ ه‍.ق در یکی از مرقع‌های یعقوب‌بیک آق‌قویونلو به شماره‌های ۲۱۵۳ و به‌سال ۸۸۳–۸۹۶ ه‍.ق/۱۴۷۸–۱۴۹۰ م موجود است. این مرقع در کتابخانهٔ توپکاپی‌سرای استانبول نگهداری می‌شود. کهن‌ترین قطعه از این چهارده اثر، ابیاتی از غزل «بَرید باد صبا دوشم آگهی آورد» دارد که در سال ۸۶۳ ه‍.ق/۱۴۵۹ م در جنت‌آباد شیراز نوشته شده‌است. بوداقی همین‌طور در این مرقع قطعه‌ای با بیت‌هایی از غزل «بود آیا که در میکده‌ها بگشایند / گره از کار فروبسته ما بگشایند» متعلق به سال ۸۷۱ ه‍.ق/۱۴۶۷ م، نوشته شده در ساوه و قطعه‌ای با بیت‌هایی از غزل «بیا که قصر امل سخت سست بنیادست / بیار باده که بنیاد عمر بر بادست»، نوشته شده در همدان دارد. در مرقع H2160 نیز سه قطعه دارد که یکی از آن‌ها بیت‌هایی از غزل «ای در رخ تو پیدا انوار پادشاهی / در فکرت تو پنهان صد حکمت الهی» متعلق به سال ۸۷۰ ه‍.ق و نوشته شده در ساوه دارد.